# 이혜영 (성우)
이혜영(1966년 10월 14일 ~ )은 대한민국의 성우이다. 1991년 EBS에 입사했으며, 현재는 EBS 12기이다. 교육방송 성우극회 소속.

## 주요 출연작품

### 애니메이션
- 《꼬마천사 지지》 (EBS) - 선생님
- 《날아라! 특공대》 (EBS) - 엠마
- 《노디야 놀자》 (EBS) - 테시
- 《루시의 꿈나라 이야기》 (EBS) - 루시, 톡톡이
- 《마지막 공룡 덴버》 (EBS) - 케이시
- 《미운오리 새끼 페오》 (EBS) - 후아니토
- 《생쥐의 세계여행》 (EBS) - 라비아
- 《세계명작동화》 (EBS)
- 《신나는 사이버 수학세상》 (EBS) - 제키
- 《야! 러그래츠》 (EBS) - 릴
  - 《컸다, 러그래츠》 (EBS) - 릴
- 《요절복통 탈리스의 모험》 (EBS) - 셜리
- 《윔지네 가족》 (EBS) - 룰루
- 《은하축구 챔피언》 (EBS) - 리나
- 《접속 트윕시》 (EBS) - 레이첼
- 《행복한 퍼시 아저씨》 (EBS) - 생쥐

### 영화
- 《마법의 나무》 (EBS)

### 외화
- 《꿈꾸는 소녀 에밀리》 (EBS) - 어린 줄리엣